# سبرین (تگزاس)
سبرین (به انگلیسی: Serbin) یک منطقهٔ مسکونی در ایالات متحده آمریکا است که در شهرستان لی، تگزاس واقع شده‌است.